# Fiktion
Ordet fiktion kommer af det latinske fictio = noget opfundet. Derfra stammer den senere brug af ordet om indbildning, digtning og fortælling.
I dag bruges ordet næsten udelukkende om det opdigtede (roman, novelle, digt), modsat f.eks. det faktuelle, og dermed også når man taler om fiktionsfilm i modsætning til dokumentarfilm.

## Overordnede genrer
Fiktion kan inddeles i tre overordnede genrer:
- Epik – fortælling dvs. roman, novelle
- Lyrik – digte, folkeviser, salmer, typisk delt op i vers eller strofer
- Drama – skuespil, film

### Eksempler
Det afhænger af den enkelte tekst, hvilken genre den tilhører.
Det vil sige, at et digt sagtens kan være episk eksempelvis:
- Autofiktion
- Faktion
- Fiktionalitet

| Sprog og litteratur | Spire Denne artikel om litteratur er en spire som bør udbygges. Du er velkommen til at hjælpe Wikipedia ved at udvide den. |